# 偏序关系

{x,y,z}的子集的集合按包含排序的哈斯圖。

偏序集合（英語：Partially ordered set，简写）是数学中，特别是序理论中，指配备了偏序关系的集合。
这个理论将对集合的元素进行排序、顺序或排列等直觉概念抽象化。这种排序不必是全部的，就是说不需要保证此集合内的所有对象的相互可比较性。偏序空間是具有閉偏序的拓撲空間。

## 定义

### 非严格偏序，自反偏序
给定集合 {\displaystyle S}， 設「{\displaystyle \leq }」是 {\displaystyle S} 上的二元关系，若「{\displaystyle \leq }」满足：
1. 自反性：對所有{\displaystyle a\in S}，有 {\displaystyle a\leq a}；
2. 反对称性：對所有{\displaystyle a,b\in S}，若 {\displaystyle a\leq b} 且 {\displaystyle b\leq a}，则 {\displaystyle a=b}；
3. 传递性：對所有{\displaystyle a,b,c\in S}，若 {\displaystyle a\leq b} 且 {\displaystyle b\leq c}，则 {\displaystyle a\leq c}；

则称「{\displaystyle \leq }」是 {\displaystyle S} 上的非严格偏序或自反偏序。

### 严格偏序，反自反偏序
给定集合 {\displaystyle S}，設「{\displaystyle <}」是 {\displaystyle S} 上的二元关系，若「{\displaystyle <}」满足：
1. 反自反性：對所有{\displaystyle a\in S}，有 {\displaystyle a\not <a}；
2. 非对称性：對所有{\displaystyle a,b\in S}，若 {\displaystyle a<b}，则 {\displaystyle b\not <a}；
3. 传递性：對所有{\displaystyle a,b,c\in S}，若 {\displaystyle a<b} 且 {\displaystyle b<c}，则 {\displaystyle a<c}；

则称「{\displaystyle <}」是 {\displaystyle S} 上的严格偏序或反自反偏序。
严格偏序与有向无环图（DAG）有直接的对应关系。一个集合上的严格偏序的关系图就是一个有向无环图。其传递闭包是它自己。

### 偏序
容易证明以下结论：
- 给定集合 {\displaystyle S} 上的一个（非严格，自反）偏序「{\displaystyle \leq }」，则可自然地诱导出 {\displaystyle S} 上的一个（严格，反自反）偏序「{\displaystyle <}」，只需如此定义：

{\displaystyle a<b} 當且僅當 {\displaystyle a\leq b} 且 {\displaystyle a\neq b}。
- 给定集合 {\displaystyle S} 上的一个（严格，反自反）偏序「{\displaystyle <}」，则可自然地诱导出 {\displaystyle S} 上的一个（非严格，自反）偏序「{\displaystyle \leq }」，只需如此定义：

{\displaystyle a\leq b} 當且僅當 {\displaystyle a<b} 或 {\displaystyle a=b}。
- 给定集合 {\displaystyle S} 上的一个（非严格，自反）偏序「{\displaystyle \leq }」，其逆关系「{\displaystyle \geq }」也是 {\displaystyle S} 上的一个（非严格，自反）偏序；
- 给定集合 {\displaystyle S} 上的一个（严格，反自反）偏序「{\displaystyle <}」，其逆关系「{\displaystyle >}」也是 {\displaystyle S} 上的一个（严格，反自反）偏序；

由上述可知，只要定义了「{\displaystyle \leq }」、「{\displaystyle <}」、「{\displaystyle \geq }」、「{\displaystyle >}」中的任何一个，其余三个关系的定义可以自然诱导而出，这四种关系实际上可以看成一体。故此在不严格区分的情况下，只需定义其一即可（通常是「{\displaystyle \leq }」），称之为集合 {\displaystyle S} 上的偏序关系。（“偏序关系”通常被用来称呼非严格偏序关系。）
- （非严格，自反）偏序和（严格，反自反）偏序之间的对应关系不同于在（非严格）弱序和严格弱序直接的对应（逆关系的补集）。只有对于全序这些对应才是相同的。

### 偏序集与序对偶
若集合 {\displaystyle S} 上定义了一个偏序，则 {\displaystyle S} 称为偏序集（poset）；若将其上的偏序关系改为其逆关系，得到的新偏序集 {\displaystyle S'} 称为 {\displaystyle S} 的序对偶。
虽然通常术语“有序集”用来称呼全序集，但当上下文中不涉及其他序关系时，“有序集”也可用于称呼偏序集。

## 例子
下面是一些主要的例子：
- 自然数的集合配备了它的自然次序（小于等于关系）。这个偏序是全序。
- 整数的集合配备了它的自然次序。这个偏序是全序。
- 自然数的集合的有限子集{1, 2, ..., n}。这个偏序是全序。
- 自然数的集合配备了整除关系。
- 给定集合的子集的集合（它的幂集）按包含排序。
- 向量空间的子空间的集合按包含来排序。

一般的说偏序集合的两个元素x和y可以处于四个相互排斥的关联中任何一个：要么x < y，要么x = y，要么x > y，要么x和y是“不可比较”的（三个都不是）。全序集合是用规则排除第四种可能的集合：所有元素对都是可比较的，并且声称三分法成立。自然数、整数、有理数和实数都关于它们代数（有符号）大小是全序的，而复数不是。这不是说复数不能全序排序；比如我们可以按词典次序排序它们，通过x+iy < u+iv当且仅当x < u或(x = u且y < v)，但是这种排序没有合理的大小意义因为它使得1大于100i。按绝对大小排序它们产生在其中所有对都是可比较的预序，但这不是偏序因为1和i有相同的绝对大小但却不相等，违反了反对称性。

## 线性扩展
全序T是偏序P的线性扩展，只要x ≤ y在P中成立则x ≤ y在T中也成立。在计算机科学中，找到偏序的线性扩展的算法叫做拓扑排序。

## 引用
- J. V. Deshpande, On Continuity of a Partial Order, Proceedings of the American Mathematical Society, Vol. 19, No. 2, 1968, pp. 383–386